# Ибрагимов, Эльдар Рза оглы
Эльдар Рза оглы Ибрагимов (азерб. İbrahimov Eldar Rza oğlu; род. 12 марта 1945 году, Джагри, Бабекский район, Азербайджанская ССР) — азербайджанский государственный деятель. Депутат Милли меджлиса Азербайджана I, II, III, IV, V, VI, VII созывов. Доктор экономических наук, профессор.

## Биография
Родился 12 марта 1945 года в посёлке Джагри, ныне Бабекского района Нахичеванской Автономной Республики. Окончил факультет механизации сельского хозяйства Азербайджанского сельскохозяйственного института и Бакинский институт социального управления и политологии.
С 1961 года работал в Нахичевани в строительном управлении, на текстильном комбинате, авторемонтном заводе рабочим, слесарем, механиком. 
С 1966 года — инженер, главный инженер производственно-технического объединения. 
С 1980 года — инструктор Нахичеванского областного комитета КП Азербайджана. 
С 1982 по 1991 год — председатель Нахичеванского государственного технического объединения, заместитель председателя государственного аграрно-промышленного комитета. 
С 1988 года — первый заместитель председателя Совета министров Нахичеванской АССР, председатель государственного аграрно-промышленного комитета и член бюро областного комитета партии. 
С 1991 года — директор Центра стандартизации и метрологии Азербайджана
С 1993 года — первый заместитель премьер-министра Нахичеванской Автономной Республики, председатель Государственного комитета экономики и планирования. 
Являлся депутатом Верховного Совета Нахичеванской АССР 11 созыва, Верховного Совета Азербайджанской ССР 12 созыва и членом Национального совета. 
Член политического совета партии «Новый Азербайджан» На VII съезде 5 марта 2021 года избран членом правления партии. 
Являлся председателем общества дружбы Азербайджан — Узбекистан. 
Автор 7 книг, 27 научных статей. 
Владеет русским, английским языками. 

### Милли Меджлис
Избирался депутатом Милли Меджлиса Азербайджана I, II, III, IV, V, VI, VII созывов.  

#### I созыв
12 ноября 1995 года избран в парламент I созыва от партии «Новый Азербайджан». Являлся председателем комиссии парламента по аграрной политике.

#### II созыв
5 ноября 2000 года избран в парламент II созыва от партии «Новый Азербайджан». Также являлся председателем комиссии парламента по аграрной политике.

#### III созыв
Избран от 4-го избирательного округа г. Нахичевань.
Являлся председателем комиссии парламента по аграрной политике, руководителем межпарламентской рабочей группы Азербайджан — Пакистан, членом межпарламентских рабочих групп Азербайджан — Австрия, Азербайджан — Иран, Азербайджан — Узбекистан, заместителем руководителя делегации парламента Азербайджана в Парламентской ассамблее ОБСЕ.

#### IV созыв
Избран от 4-го избирательного округа г. Нахичевань.
Являлся председателем комиссии парламента по аграрной политике, руководителем межпарламентской рабочей группы Азербайджан — Украина, членом межпарламентских рабочих групп Азербайджан — Австрия, Азербайджан — Китай, Азербайджан — Иран, Азербайджан — Узбекистан, Азербайджан — Пакистан, Азербайджан — Турция, заместителем руководителя делегации парламента Азербайджана в Парламентской ассамблее ОБСЕ.

#### V созыв
Избран от 4-го избирательного округа г. Нахичевань.
Являлся председателем комиссии парламента по аграрной политике, , руководителем межпарламентской рабочей группы Азербайджан — Узбекистан, членом межпарламентских рабочих групп Азербайджан — Австрия, Азербайджан — Беларусь, Азербайджан — ОАЭ, Азербайджан — Чехия, Азербайджан — Китай, Азербайджан — Иран, Азербайджан — Италия, Азербайджан — Молдова, Азербайджан — Пакистан, Азербайджан — Сербия, Азербайджан — Словения, Азербайджан — Турция, Азербайджан — Туркменистан, Азербайджан — Украина.

#### VI созыв
На выборах в Национальное собрание Азербайджана VI созыва, которые прошли 9 февраля 2020 года, баллотировался по Нахичеванскому городскому избирательному округу № 4. По итогам выборов одержал победу и получил мандат депутата парламента. С 10 марта 2020 года приступил к депутатским обязанностям. Являлся членом комитета по аграрной политике, председателем дисциплинарной комиссии парламента. 
Являлся заместителем председателя Совета старейшин.  
Являлся председателем межпарламентской рабочей группы Азербайджан — Узбекистан, членом межпарламентских рабочих групп с Австрией, Беларусью, ОАЭ, Чехией, Китаем, Ираном, Италией, Молдовой, Пакистаном, Сербией, Словенией, Турцией, Туркменистаном, Украиной. 
Являлся членом делегации Азербайджана в Парламентской Ассамблее Организации черноморского экономического сотрудничества, двусторонней межпарламентской комиссией с Федеральным собранием Российской Федерации. 

#### VII созыв
В сентября 2024 года на парламентских выборах в Азербайджане 1 сентября одержал победу в Нахичеванском городском избирательном округе №4. Официально стал депутатом Милли Меджлиса Азербайджана седьмого созыва, первое заседание которого состоялось 23 сентября 2024 года.
3 февраля 2025 года избран председателем дисциплинарной комиссии парламента.

## Семья
Женат, имеет троих детей. 
Старший сын, Рза Ибрагимов, трагически погиб в 2001 году в автокатастрофе в возрасте 29 лет при исполнении обязанностей дипломатической службы в посольстве Азербайджана в Иране.

## Награды
- Орден «Честь» (11 марта 2015, за активное участие в общественно-политической жизни Азербайджана)[8].
- Орден «Слава» (12 марта 2005, за особые заслуги в развитии аграрного сектора Азербайджана)[9].
- Орден «За службу Отечеству» I степени (11 марта 2025, за многолетнюю плодотворную деятельность в общественно-политической жизни Азербайджанской Республики)[10].
- Почётный диплом Президента Азербайджана (30 ноября 2022, за активное участие в общественно-политической жизни Азербайджана)[11].